# Rautzenberg
Rautzenberg ist eine Hofschaft in Hückeswagen im Oberbergischen Kreis im Regierungsbezirk Köln in Nordrhein-Westfalen (Deutschland).

## Lage und Verkehrsanbindung
Rautzenberg liegt im südlichen Hückeswagen an der Grenze zu Wipperfürth. Nachbarorte sind Niederburghof, Oberburghof, Kaisersbusch, Warth, Odenhollermühle und Wipperfürth-Niederdhünn. Der Ort ist über eine Verbindungsstraße erreichbar, die bei Altenholte von der Kreisstraße 5 abzweigt und zur Bundesstraße 506 bei Wipperfürth-Schniffelshöh führt.
Die Ortschaft liegt im Einzugsgebiet des Bachs Große Dhünn, der in die Große Dhünntalsperre mündet.

## Geschichte
1374 wurde der Ort das erste Mal urkundlich erwähnt: „Das Kölner St. Ursulastift u. a. aus dem Hofe op dem Rosenberg im Kirchspiel Hückeswagen“. Schreibweise der Erstnennung: op dem Rosenberg.
Im 18. Jahrhundert gehörte der Ort zum bergischen Amt Bornefeld-Hückeswagen. 1815/16 lebten 39 Einwohner im Ort. 1832 gehörte Rautzenberg unter dem Namen Rauzenberg der Großen Honschaft an, die ein Teil der Hückeswagener Außenbürgerschaft innerhalb der Bürgermeisterei Hückeswagen war. Der laut der Statistik und Topographie des Regierungsbezirks Düsseldorf als Weiler kategorisierte Ort besaß zu dieser Zeit fünf Wohnhäuser und neun landwirtschaftliche Gebäude. Zu dieser Zeit lebten 32 Einwohner im Ort, sechs katholischen und 26 evangelischen Glaubens.
Im Gemeindelexikon für die Provinz Rheinland werden für 1885 fünf Wohnhäuser mit 34 Einwohnern angegeben. Der Ort gehörte zu dieser Zeit zur Landgemeinde Neuhückeswagen innerhalb des Kreises Lennep. 1895 besaß der Ort zwei Wohnhäuser mit 14 Einwohnern, 1905 zwei Wohnhäuser und 15 Einwohner.